# Wendy Sly
Wendy Sly (z domu Smith, ur. 5 listopada 1959 w Hampton w Londynie) – brytyjska lekkoatletka, specjalizująca się w biegach długodystansowych, dwukrotna uczestniczka igrzysk olimpijskich w latach 1984 i 1988, srebrna medalistka olimpijska z 1984 r. z Los Angeles, w biegu na 3000 metrów.

## Finały olimpijskie
- 1984 – Los Angeles, bieg na 3000 metrów – srebrny medal
- 1988 – Seul, bieg na 3000 metrów – 7. miejsce

## Inne osiągnięcia
- mistrzyni Wielkiej Brytanii w biegu na 3000 m – 1983, 1986[1]
- 1982 – Brisbane, Igrzyska Wspólnoty Narodów – srebrny medal w biegu na 3000 m
- 1983 – Helsinki, mistrzostwa świata – dwukrotnie 5. miejsca, w biegach na 1500 m i 3000 m
- 1983 – San Diego, mistrzostwa świata kobiet w biegach ulicznych – złoty medal indywidualnie[2]
- 1985 – Gateshead, mistrzostwa świata kobiet w biegach ulicznych – złoty medal drużynowo[2]
- 1987 – Rzym, mistrzostwa świata – 8. miejsce w biegu na 3000 m
- 1988 – Budapeszt, halowe mistrzostwa Europy – brązowy medal w biegu na 3000 m

## Rekordy życiowe
- bieg na 1500 metrów – 4:04,14 – Helsinki 14/08/1983
- bieg na 3000 metrów – 8:37,06 – Helsinki 10/08/1983